# Cosmina acoma
Cosmina acoma är en tvåvingeart som beskrevs av Seguy 1958. Cosmina acoma ingår i släktet Cosmina och familjen Rhiniidae.
Artens utbredningsområde är Moçambique. Inga underarter finns listade i Catalogue of Life.